# لوون میناسیان (نوازنده)
لوون میناسیان (ارمنی: Լևոն Մինասյան؛ فرانسوی: Levon Minassian‎؛ زادهٔ ۱۹۵۸) نوازنده دودوک ارمنی‌تبار اهل فرانسه است. وی از سال میلادی تا کنون فعالیت می‌کند. او برای موسیقی متن مایریگ نواخت. میناسیان با هنرمندانی چون شارل آزناوور، الن سگارا، پیتر گابریل، تونی لوین، آرماند آمار و استینگ همکاری کرده است.

## زندگی‌نامه
در ۱۹۵۸ در منطقه سنت جروم  مارسی به دنیا آمد و از [[]] فارغ‌التحصیل شد. وی همچنین برندهٔ جوایزی همچون [[]] شده است.

## دیسکوگرافی
- سولو:
- ۱۹۹۸: The Doudouk Beyond Borders لوون میناسیان و دوستان
- ۲۰۰۶: Songs from world apart لوون میناسیان & آرماند آمار
- ۲۰۱۶: Sources لوون میناسیان

- Collaboration:
- ۱۹۹۲: Us پیتر گابریل
- ۱۹۹۴: Secret World Live پیتر گابریل
- ۱۹۹۵: World Diary تونی لوین - Plays on Mingled Roots & La Tristesse Amoureuse De La Nuit.
- ۲۰۰۸: Big Blue Ball هنرمندان مختلف، با پیتر گابریل، ناتاشا اطلس، شینید اوکانر، Billy Cobham, Manu Katché, etc. - Plays on Forest.

- موسیقی فیلم:
- ۱۹۸۵: Les mémoires tatouées - به کارگردانی ژرژ گاروارنتس
- ۱۹۹۱: مایریگ - به کارگردانی آنری ورنوی
- ۱۹۹۲: پلاک ۵۸۸ خیابان پارادی - آنری ورنوی
- ۲۰۰۲: آمین. - کوستا گاوراس
- ۲۰۰۲: L'Odyssée de l'espèce - Yvan Cassar

## جوایز
- شوالیه نشان هنر و ادب

## یادداشت
1. ↑  district of Saint-Jerome